# Canton de Beaumetz-lès-Loges
Pour les articles homonymes, voir Beaumetz (homonymie).
Le canton de Beaumetz-lès-Loges est une ancienne division administrative française située dans le département du Pas-de-Calais et la région Nord-Pas-de-Calais, disparu en 2015.

## Géographie

Le Canton de Beaumetz-lès-Loges dans l'arrondissement d'Arras

Ce canton est organisé autour de Beaumetz-les-Loges dans l'arrondissement d'Arras. Son altitude varie de 67 m (Agnez-lès-Duisans) à 178 m (La Herlière) pour une altitude moyenne de 109 m.

## Histoire
De 1833 à 1848, les cantons de Beaumetz-les-Loges et de Pas avaient le même conseiller général. Le nombre de conseillers généraux était limité à 30 par département.

## Représentation

### conseillers généraux de 1833 à 2015
| Période | Période      | Identité                  | Étiquette                | Qualité                                                                                              |
| ------- | ------------ | ------------------------- | ------------------------ | --- |
| 1833    | 1851         | Ghislain Lantoine-Harduin | Droite                   | Brasseur, conseiller municipal d'Arras Représentant du peuple (1848-1849)                            |
| 1851    | 1852         | Alphonse Bouilliez-Bridou | Républicain              | Agriculteur, propriétaire à Habarcq Député (1881-1885)                                               |
| 1852    | 1861         | Louis Thiébault           |                          | Maire de Beaurains                                                                                   |
| 1861    | 1886         | Édouard Sens              | Droite                   | Ingénieur des mines Député (1866-1870, 1874-1876, 1877-1878, 1885-1889) Conseiller municipal d'Arras |
| 1886    | 1910 (décès) | Théodore Rose             | Républicain              | Notaire et propriétaire terrien Député (1893-1910)                                                   |
| 1910    | 1928         | Camille Lefebvre          |                          | Vétérinaire Maire de Monchy-au-Bois                                                                  |
| 1928    | 1940         | Louis de Diesbach         | AD-RG                    | député (1932-1940) Maire d'Hendecourt-lès-Ransart de 1919 à 1945 et de 1953 à 1971                   |
|         |              |                           |                          | |
| 1945    | 1967         | Georges Camus             | Rad. puis UDSR-app. SFIO | Agriculteur Maire de Berles-au-Bois                                                                  |
| 1967    | 1979         | Jean Chambon              | UDR puis RPR             | Vétérinaire à Bailleulmont Député (1968-1978) Conseiller régional                                    |
| 1979    | 1985         | Gustave Viart             | PS                       | Maître agricole, adjoint au Maire d'Arras                                                            |
| 1985    | 1998         | Jean Weppe                | RPR                      | Directeur commercial, cadre supérieur Conseiller municipal de Boiry-Saint-Martin                     |
| 1998    | 2015         | Michel Petit              | DVD puis UMP             | Pharmacien Maire de Berles-au-Bois Elu en 2015 dans le Canton d'Avesnes-le-Comte                     |

### Conseillers d'arrondissement (de 1833 à 1940)
| Période                                  | Période      | Identité                                 | Étiquette                  | Qualité |
| ---------------------------------------- | ------------ | ---------------------------------------- | -------------------------- | --- |
| 1833                                     | 1845         | Louis Antoine Guilbert-Desgardin         |                            | Maire de Beaumetz                                                                                           |
| 1845                                     | 1852         | Nicolas Augustin Hautecœur (1799-1869)   |                            | Cultivateur, suppléant du juge de paix, maire d'Agnez-lès-Duisans                                           |
|                                          |              |                                          |                            | |
| 1883                                     | 1907         | Maurice Morel                            | Républicain                | Agriculteur, ingénieur agronome, directeur d'une usine sucrière, maire d'Adinfer                            |
| 1907                                     | 1914 (décès) | Paul Adolphe Léon Croisilles (1855-1914) | Républicain                | Distillateur liquoriste, maire de Beaumetz-les-Loges                                                        |
| 1914                                     | 1919         | siège vacant                             |                            | |
| 1919                                     | 1931         | Léon Breuval                             | Radical                    | Maire de Beaumetz-les-Loges                                                                                 |
| 1931                                     | 1940         | Georges Camus (1884-1973)                | Concentration républicaine | Agriculteur Maire de Berles-au-Bois depuis 1919                                                             |
| 1940                                     |              |                                          |                            | Les conseils d'arrondissement ont été suspendus par la loi du 12 octobre 1940 et n'ont jamais été réactivés |
| Les données manquantes sont à compléter. |              |                                          |                            | |

## Composition
Le canton de Beaumetz-les-Loges groupe 29 communes et compte 11 670 habitants (recensement de 1999 sans doubles comptes).
| Communes               | Population (2012) | Code postal | Code Insee |
| ---------------------- | ----------------- | ----------- | ---------- |
| Adinfer                | 212               | 62116       | 62009      |
| Agnez-lès-Duisans      | 650               | 62161       | 62011      |
| Bailleulmont           | 253               | 62123       | 62072      |
| Bailleulval            | 272               | 62123       | 62074      |
| Basseux                | 149               | 62123       | 62085      |
| Beaumetz-lès-Loges     | 909               | 62123       | 62097      |
| Berles-au-Bois         | 485               | 62123       | 62112      |
| Berneville             | 488               | 62123       | 62115      |
| Blairville             | 298               | 62173       | 62135      |
| Boiry-Saint-Martin     | 281               | 62175       | 62146      |
| Boiry-Sainte-Rictrude  | 411               | 62175       | 62147      |
| La Cauchie             | 178               | 62158       | 62216      |
| Ficheux                | 530               | 62173       | 62332      |
| Fosseux                | 143               | 62810       | 62347      |
| Gouves                 | 198               | 62123       | 62378      |
| Gouy-en-Artois         | 375               | 62123       | 62379      |
| Habarcq                | 609               | 62123       | 62399      |
| Haute-Avesnes          | 384               | 62144       | 62415      |
| Hendecourt-lès-Ransart | 125               | 62175       | 62425      |
| La Herlière            | 127               | 62158       | 62434      |
| Mercatel               | 572               | 62217       | 62568      |
| Monchiet               | 84                | 62123       | 62578      |
| Monchy-au-Bois         | 483               | 62111       | 62579      |
| Montenescourt          | 408               | 62123       | 62586      |
| Ransart                | 374               | 62173       | 62689      |
| Rivière                | 1 122             | 62173       | 62712      |
| Simencourt             | 534               | 62123       | 62796      |
| Wanquetin              | 639               | 62123       | 62874      |
| Warlus                 | 377               | 62123       | 62878      |

## Démographie
| 1962  | 1968  | 1975  | 1982   | 1990   | 1999   | 2006   | 2011   | 2012   |
| ----- | ----- | ----- | ------ | ------ | ------ | ------ | ------ | ------ |
| 9 512 | 9 284 | 9 725 | 10 818 | 11 743 | 11 670 | 11 989 | 11 953 | 11 999 |